# Alootook Ipellie
Alootook Ipellie est un auteur de bande dessinée inuit, illustrateur, écrivain et traducteur d'Inuktitut né en 1951 à Nuvuqquq (Nunavut) près de la Baie de Frobisher et mort le 8 septembre 2007 à Ottawa.

## Biographie
Issu d'une famille semi-nomade, Ipellie naît au camp de chasse de Nuvuqquq près de la Baie de Frobisher (Nunavut), connue ensuite sous le nom d'Iqaluit. Son père, Joanassie, meurt dans un accident de chasse avant la naissance de son enfant et sa mère, Napatchie, s'installe dans le hameau de la Baie de Frobisher. Durant son enfance, il assiste à la mutation de la communauté Inuit, traditionnellement nomade et qui se sédentarise dans les villages financés par le gouvernement . Il fait ses études à Iqaluit et Yellowknife puis il intègre le lycée professionnel High School of Commerce (en) d'Ottawa. Il passe sa vie entre Ottawa et Iqaluit.
Pendant les années 1970 et 1980, il exerce les fonctions de journaliste, reporter, traducteur et dessinateur de presse au périodique Inuit Monthly (devenu Inuit Today),. En 1974, il entame la création du comic strip « Ice Box », qui paraît régulièrement dans Inuit Monthly et met en scène avec humour la famille Nook face aux sujets affectant les communautés dans l'Arctique,.
Il lance le comic strip « Nuna and Vut », qui paraît dans Nunatsiaq News entre 1994 et 1997, allusion à la création du Nunavut.
Ses poésies et ses nouvelles paraissent dans plusieurs journaux, dans des anthologies littéraires et dans des numéros spéciaux de Canadian Literature. L'auteur y évoque la culture traditionnelle qui décline au sein de sa communauté. En parallèle, il illustre des ouvrages comme Paper stays put : a collection of Inuit writing et il écrit et dessine Arctic Dreams and Nightmares, le premier recueil de ce type publié par un auteur inuit.
Âgé de 56 ans, il meurt d'une crise cardiaque à Ottawa.

## Œuvres
Les travaux d'Alootook Ipellie sont répertoriés Inuit Art Quarterly. Ses travaux ont été présentés au Canada, en Norvège et au Groenland.

### Publications
- (en) Paper stays put: a collection of Inuit writing edited by Robin Gedalof ; drawings by Alootook Ipellie, Hurtig Publishers, 1980  (ISBN 0888301812)
- (en) Alootook Ipellie. Arctic dreams and nightmares. Penticton, B.C. : Theytus Books, 1993  (ISBN 0919441475)
- (en) Blohm, Hans, Alootook Ipellie and Hartmut Lutz. The Diary of Abraham Ulrikab. Ottawa: Presses de l'Université d'Ottawa, 2005  (ISBN 978-0-7766-0602-6)
- (de) Lutz, Hartmut, Kathrin Grollmuß, Hans Blohm and Alootook Ipellie. Abraham Ulrikab im Zoo: Tagebuch eines Inuk 1880/81. Wesee (Germany): vdL:Verlag. German translation of The Diary of Abraham Ulrikab, 2007  (ISBN 978-3-9263-0810-8)
- (en) Alootook Ipellie and David MacDonald. The Inuit thought of it : amazing Arctic innovations. Toronto : Annick Press, 2007  (ISBN 9781554510887)
- Alootook Ipellie and David MacDonald. Innovations inuites : il fallait y penser. Toronto : Éditions Scholastic, 2008  (ISBN 9780545992299)
- (en) Alootook Ipellie and Anne-Marie Bourgeois. I shall wait and wait. [Oakville, Ont.] : Rubicon. In association with Scholastic Canada, 2008  (ISBN 9781554487332)

## Prix et distinctions
En 2019, Alootook Ipellie rejoint le Canadian Cartoonists Hall of Fame (en).